# Fix-up

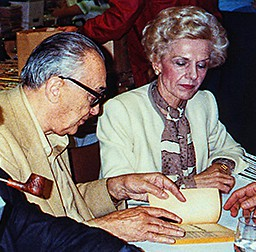
A. E. van Vogt y Lydia van Vogt en una firma de libros

Un fix-up (o fixup) es una forma de novela creada a partir de una serie de cuentos que pueden o no haber estado relacionados entre sí inicialmente, pudiendo haber sido publicados por separado con anterioridad. Las historias pueden ser editadas para generar consistencia y, a veces, pueden agregarse recursos narrativos tales como la narración enmarcada u otros tipos de narraciones intersticiales para la publicación de la nueva obra unificada. El término fix-up fue acuñado por el escritor canadiense de ciencia ficción A. E. van Vogt quien publicó múltiples obras de su propia autoría usando este formato, incluyendo El viaje del Beagle Espacial. Esta práctica, sin embargo (incluso el término en cuestión), también existen fuera de la tradición de la ciencia ficción. La popularidad de su uso dentro de la crítica de ciencia ficción se le atribuye a la primera edición (1979) de The Encyclopedia of Science Fiction, editada por Peter Nicholls, donde se da crédito a van Vogt por la creación del término. El nombre en sí (traducido del inglés a modo de "un arreglo") proviene de las modificaciones que el autor debe realizar para darle unicidad a su presentación en forma novelística. Algunos recursos utilizados son los de anunciar o presagiar eventos de cuentos finales al inicio de la obra, o extender el desarrollo de un personaje a lo largo de esta, así como corregir posibles contradicciones o inconsistencias entre relatos.
Algunos fix-up, en su forma final, son más cercanos al concepto de short story cycle (en la tradición teórica anglosajona) o de "cuentos integrados" (en la tradición latinoamericana), o incluso a la llamada novela compuesta, más que a la novela tradicional de una sola línea argumental. Algunos ejemplos son Crónicas marcianas, de Ray Bradbury, y Yo, Robot, de Isaac Asimov, ambas conteniendo una serial de cuentos que pueden compartir tramas y personajes, pero que aun así pueden leerse como historias individuales. En contraste, Las armerías de Isher, de van Vogt, está estructurada como una novela continua a pesar de incorporar material de tres publicaciones previas del autor.
Los fix-up se convirtieron en una práctica aceptada por la industria de publicación estadounidense en los años de 1950, cuando la ciencia ficción y la fantasía —publicada entonces principalmente en revistas— comenzaron cada vez más a aparecer en el formato de libro. Grandes editoriales como Doubleday y Simon & Schuster entraron al mercado, aumentando considerablemente la demanda por libros de ficción. Así, los autores comenzaron a crear nuevos manuscritos a partir de historias previas para ofrecerlas a estas editoriales. Algis Budrys describió a los fix-up, en 1965, como una consecuencia de la carencia de buen material durante "los malos años para la calidad", a mediados de los 50, a pesar de citar Crónicas marcianas y Ciudad, de Clifford D. Simak, como excepciones.

## Ejemplos

### Ciencia ficción y fantasía
- Slan (1946) de A. E. van Vogt
- El libro de Ptath (1947) de A. E. van Vogt
- El mundo de Null-A (1948) de A. E. van Vogt
- El viaje del Beagle Espacial (1950) de A. E. van Vogt
- Crónicas marcianas (1950) de Ray Bradbury
- Yo, Robot (1951) de Isaac Asimov
- Ciudad (1952) de Clifford D. Simak
- Los hombres mixtos (1952) de A. E. van Vogt
- Más que humano (1953) de Theodore Sturgeon
- Mutante (1953) por Henry Kuttner y C. L. Moore (como Lewis Padgett)
- Las armerías de Isher (1954) de A. E. van Vogt
- Earthman, Como Home (1955) de James Blish
- Hombres, marcianos y máquinas (1955) de Eric Frank Russell
- Hell's Pavement (1955) de Damon Knight
- Lest We Forget Thee, Earth (1958) de Robert Silverberg (como Calvin M. Knox)
- The Outward Urge (1959) de John Wyndham (como John Wyndham y Lucas Parkes)
- Cántico por Leibowitz (1959) de Walter Miller, Jr.
- La guerra contra los rull (1959) de A. E. van Vogt
- La gran explosión (1962) de Eric Frank Russell
- Invernáculo (1962) de Brian W. Aldiss
- Historias de cronopios y de famas (1962) de Julio Cortázar
- Savage Pellucidar (1963) de Edgar Rice Burroughs
- Stormbringer (1965) de Michael Moorcock
- Rogue Ship (1965) de A. E. van Vogt
- La tierra moribunda (1950) de Jack Vance
- Los ojos del sobremundo (1966) de Jack Vance
- El mundo contra-reloj (1967) de Philip K. Dick
- Pavane (1968) de Keith Roberts
- Relatos del piloto Pirx (1968) de Stanislaw Lem
- El silkie (1969) de A. E. van Vogt
- El barco que cantó (1969) de Anne McCaffrey
- Quest for the Future (1970) de A. E. van Vogt
- Half Past Human (1971) de T. J. Bass.
- Operación Caos (1971) de Poul Anderson
- Rompecabezas de las pirámides espaciales (1971) de Eando Binder
- A vuestros cuerpos dispersos (1971) de Philip José Farmer
- El fabuloso barco fluvial (1971) de Philip José Farmer
- The World Inside (1971) de Robert Silverberg
- 334 (1972) de Thomas M. Disch
- Los creadores de Dios (1972) de Frank Herbert
- Para montar Pegasus (1973) de Anne McCaffrey
- Un mundo fuera del tiempo (1976) de Larry Niven
- En el océano de noche (1977) de Gregory Benford
- El mercenario (1977) de Jerry Pournelle
- Si las estrellas son dioses (1977) de Gregory Benford y Gordon Eklund
- Nacido en el exilio (1978) de Phyllis Eisenstein
- El blues de la guerra espacial (1978) de Richard A. Lupoff
- Años de catacumba (1979) de Michael Bishop
- The World and Thorinn (1981) de Damon Knight
- La Torre Oscura: El pistolero (1982) de Stephen King
- El Crucible de Tiempo (1983) por John Brunner
- Icehenge (1984) de Kim Stanley Robinson
- Emergencia (1984) de David R. Palmer
- El cartero (1985) de David Brin
- Saturnalia (1986) de Grant Callin
- Los viajes de Tuf (1986) de George R. R. Martin
- Caza de conejos (1986) de Mario Levrero
- Vida en tiempo de guerra (1987) de Lucius Shepard
- Una carne diferente (1988) de Harry Turtledove
- Príncipe de mercenarios (1989) de Jerry Pournelle
- El abrevadero de los dinosaurios (1990) de Daína Chaviano
- Mirabile (1991) de Janet Kagan
- Crashlander (1994) de Larry Niven
- Amnesia Moon (1995) por Jonathan Lethem (fix-up de todas sus historias inéditas)
- (1997) de Stephen Baxter
- Kirinyaga (1998) de Mike Resnick
- Rainbow Mars (1999) de Larry Niven
- De la ceniza volverás (2001) de Ray Bradbury
- Coyote (2002) de Allen Steele
- Sister Alice (2003) de Robert Reed
- Roma eterna (2003) de Robert Silverberg
- Los tejedores de cabello (2005) de Andreas Eschbach
- Accelerando (2005) de Charles Stross
- De los archivos de los Time Rangers (2005) de Richard Bowes
- Estación central (2016) de Lavie Tidhar
- Más espacio del que soñamos (2018) de Leonardo Espinoza Benavides
- Corceles Azules (2024) de I. A. Galdames

### Otros géneros
- Sunshine Sketches of a Little Town (1912) de Stephen Leacock
- Winesburg, Ohio (1919) de Sherwood Anderson
- El inimitable Jeeves (1923) de P. G. Wodehouse
- Los cuatro grandes (1927) de Agatha Christie
- El poni rojo (1937) de John Steinbeck
- Los invictos (1938) de William Faulkner
- El sueño eterno (1939), Adiós, muñeca (1940) y La señora en el lago (1943) de Raymond Chandler
- Informe sobre Inglaterra, noviembre de 1940 de Ralph Ingersoll
- Desciende, Moisés (1942) de William Faulkner
- El vino del estío (1957) de Ray Bradbury
- La vida de las mujeres (1971) de Alice Munro
- ¿Quién te crees que eres? (1978) de Alice Munro
- Las cosas que llevaban (1990) de Tim O'Brien
- Sombras verdes, ballena blanca (1992) de Ray Bradbury
- Trainspotting (1993) de Irvine Welsh
- Fantasmas (2005) de Chuck Palahniuk
- El tiempo es un canalla (2010) de Jennifer Egan
- Las siete maravillas (2012) de Steven Saylor